# Малый Тетёр
Малый Тетёр — река в России, протекает по Ханты-Мансийскому АО. Устье реки находится в 641 км по левому берегу реки Конда. Длина реки составляет 60 км, площадь водосборного бассейна 813 км².

## Притоки
- 7 км: Якса
- 30 км: Косая
- Ушанахская
- 50 км: река без названия

## Данные водного реестра
По данным государственного водного реестра России относится к Иртышскому бассейновому округу, водохозяйственный участок реки — Конда, речной подбассейн реки — Конда. Речной бассейн реки — Иртыш.
Код объекта в государственном водном реестре — 14010600112115300016498.